# Nyctimantis diadorim
Nyctimantis Diadorim pertence ao grupo “pererecas-de-capacete”, é uma espécie de perereca nativa da américa do sul, pouco abundante e pouco conhecida, até agora só foi descoberta uma população. Pertence ao gênero Nyctimantis e representa a primeira sp. do gênero encontrada no Bioma Cerrado, no Parque Nacional Grande Sertão Veredas, localizado na Chapada Gaúcha em Minas Gerais, em matas associadas a veredas. Outras espécies do gênero estão distribuídas pelo Brasil em biomas distintos consideradas globalmente como ameaçadas.

## Ecologia e Ciclo de Vida
A espécie é encontrada na “cabeceira da Santa Rita” em área alagada de pântano, mata paludosa  (Ribeiro, Walter, 2008). Algumas spp usam buracos nas árvores ou cavidade no bambu e outras plantas, como refúgio durante o dia (e.g., Lutz e Barrio,1966; Trueb 1970a; Duellman, Trueb 1976). O ciclo de vida da espécie ainda é desconhecido. No caso da N.diadorim, a espécie provavelmente se reproduzem em poças de água lótica. 

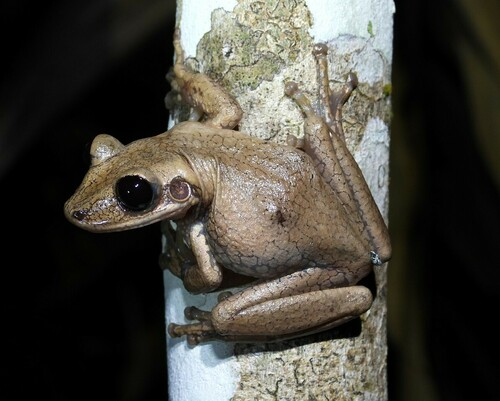
Nyctimantis diadorim

A maioria das spp de Nyctimantis estão distribuídas em ecossistemas distintos, mas principalmente encontradas em habitats costeiros.

## Origem do nome
O nome foi batizado em homenagem ao Parque Nacional Grande Sertão Veredas e ao escritor João Guimarães Rosa, autor do romance brasileiro Grande Sertão Veredas. Diadorim e Riobaldo, homem bruto machista, atraído por Diadorim, mas por profundo preconceito, nunca se permitiu viver este amor. Estes homens vão em busca de vingar a morte do pai de Diadorim e seu líder, pelo Cerrado em Minas Gerais. Narra conflitos que refletem a luta do Império e início da Republica. “Diadorim, que foi batizada às margens do Rio São Francisco e aos pés do Peruaçu, fazia, portanto, aniversário no mesmo dia no qual comemoramos o Dia do Cerrado. 
Diadorim é um guerreiro esquivo que vive no coração do Grande Sertão, lutando para sobreviver no Cerrado, uma paisagem repleta de grande beleza e com diversas ameaças à sua biodiversidade.

## Anatomia e Morfologia
A espécie é diagnosticada como Nyctimantis por ter a íris dos olhos vermelha a marrom-escura sem padrões de reticulações, e diversas outras características como a pupila romboidal comparada a outras espécies do gênero. É considerada uma nova espécie do gênero por possuir a coloração do padrão dorsal marrom-escuro formando padrão reticulado gradual no dorso por pequenas manchas creme e difere de espécies parecidas do gênero por não possuir membranas entre os dedos e a região loreal (órgão sensorial que permite percepção de mudança de temperatura) pouco côncava. Nyctimantis diadorim, N. galeata, e N. Siemersi são as únicas espécies do gênero que apresentam sacos vocais pareados, essa característica em Diadorim sugere que ela também se reproduz em lagoas.
Coloração: Os tons de marrom podem variar entre cada espécime, mas no geral o dorso é marrom coberto por um padrão intrincado formado por manchas creme-claras irregulares e bem delimitadas (menos evidentes durante o dia) com a superfície dorsal da cabeça mais escura, e a região loreal que é mais escura ainda. Lábio superior possui faixa marrom-claro não completa, mancha mais clara na parte superior dorsal do braço, sacos vocais cinza escuro, o ventre é creme com algumas manchas e a região peitoral quase não apresenta manchas. As fêmeas são maiores que os machos
Algumas características presentes em machos incluem: língua grande, em forma de coração, com margem posterior irregular, cobrindo quase todo o assoalho bucal. Fendas vocais longas e estreitas, nas laterais da língua. Sacos vocais pareados, evidente lateralmente em cada lado.
Quando a espécie é manuseada, produz uma secreção cutânea pouco viscosa, branca e pegajosa sem odor e efeitos na pele do manuseador.

## Distribuição Geográfica
A maioria das espécies do gênero Nyctimantis estão distribuídas em ecossistemas distintos, mas principalmente encontradas em habitats costeiros. A espécie é encontrada no Parque Nacional Grande Sertão Veredas (GSVNP), área protegida que compõe o bioma Cerrado, na Chapada Gaúcha, em Minas Gerais e no estado da Bahia, município de Cocos. Os indivíduos habitam áreas florestais de pântanos chamadas matas paludosas (Ribeiro e Walter 2008) encontrados na cabeceira do córrego Santa Rita. As florestas pantanosas são compostas por vegetação perene e cursos de água pouco definidos que muitas vezes formam redes de canais que se dividem e se recombinam em pontos diferentes, isso corre pela elevação do lençol freático próximo ao solo que é rico em matéria orgânica com espessas camadas de folhas mortas. No local há ocorrência de espécies de árvores conspícuas como: Xylopia emarginata (Anonáceas), Richeria grandis (Filantháceas), Prótio sp.(Burseraceae),Magnólia ovata (Magnoliáceas), Calophyllum brasiliense (Calophyllaceae) e Ocotea aciphylla (Lauraceae), com arbustos compondo o subdossel da mata. A escassez de árvores grandes e ausência de bromélias e bambus acaba por divergir dos ambientes onde os espécimes se reproduzem.
A região é chamada Trijunção e envolve uma das remanescentes naturais mais relevantes do Cerrado brasileiro. A região da Trijunção abrange cerca de 880.000 ha nos limites comuns dos estados de Minas Gerais, Bahia e Goiás (Françoso e Brandão,2020). Essa região está severamente ameaçada pelo desmatamento causado principalmente pela agricultura (Estrasburgo e outros, 2017). O total de 256.875 hectares são de áreas protegidas, estas sustentam traços de remanescentes do Cerrado que permitem a ocorrência da espécie N. diadorim. Portanto, foi realizada uma extensa amostragem na região e na maior parte não foi amostrada com satisfação para herpetofauna, não foi encontrada outras populações de N.diadorim, o que a transforma em uma sp. com deficiência de dados (DD) de acordo com a União Internacional para a Conservação da Natureza (IUCN 2024).